# Friedrichsthal (Olpe)
Friedrichsthal ist ein Ortsteil der nordrhein-westfälischen Kreisstadt Olpe und bildet räumlich mit dem Ortsteil Dahl eine Einheit. Der Ort hat 393 Einwohner und mit Dahl zusammen 1395 Einwohner (Stand: 31. Dezember 2020).

## Geografie
Friedrichsthal liegt an der Bigge rund 3 km südlich der Olper Kernstadt. Durch den Ortsteil führt die L 512. Angrenzende Ortsteile sind Dahl, Gerlingen und Saßmicke.

## Geschichte
Aus einem Gewerbebetrieb an der unteren Bibicke entstand der Ort Friedrichsthal. Der Dahler Breit- oder Schwarzblechhammer wurde 1823 in eine Papiermühle umgewandelt, die damals dem Fabrikanten Friedrich Frahne gehörte. Wahrscheinlich wurden um 1835 die Mühle und der Platz im Tal der Bigge nach dem damaligen Besitzer auch Friedrichsthal genannt.

## Einwohnerentwicklung
Einwohner des Ortes 1946–2010:
| Jahr | Einwohner |
| ---- | --------- |
| 1946 | 101       |
| 2009 | 419       |
| 2010 | 409       |